# Peugeot Type 30
La Peugeot Type 30 est un modèle d'automobile produit par le constructeur français Peugeot en 1900.